# Friedrich Rüdorff
Friedrich Rüdorff (Werl, 1832 — Charlotemburgo, 1902) foi um químico alemão.

## Obras
- Grundriss der Mineralogie und Geologie: Für den Unterricht an höheren Lehranstalten, 9. Auflage, 1915
- Anleitung zur chemischen Analyse: Nebst einem Anhang, quantitative Uebungen für den Unterricht an höheren Lehranstalten, 14. verbesserte Auflage, 1918
- Grundriss der Chemie für den Unterricht an höheren Lehranstalten, 19. Auflage, 1913